# Casimir Bonjour

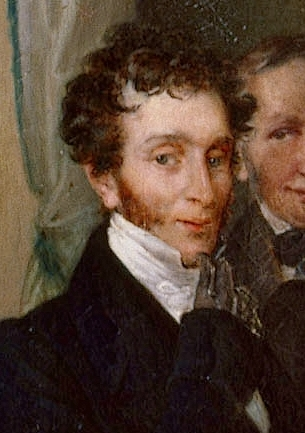
Casimir Bonjour

Casimir Bonjour (* 15. März 1795 in Clermont-en-Argonne; † 21. Juni 1856 in Paris) war ein französischer Dichter.

## Leben und Werk
Casimir Bonjour, Sohn eines Polizeiunteroffiziers, lernte mit gutem Erfolg am Collège in Reims und besuchte dann die Normalschule. Er wurde Lehrer (Maître d’études) am Lyzeum zu Brügge und später Rhetoriklehrer am Lycée Louis-le-Grand in Paris. Dann erhielt er eine Stelle im Finanzministerium, die er aber bald verlor, da er sich angeblich zu viel mit Versemachen und zu wenig mit seinem Amt beschäftigte. Vielleicht wurde er aber nur deshalb entlassen, weil sich der Staatsmann Villèle, der dies angeordnet hatte, durch zwei vermeintlich auf ihn gemünzte Verse Bonjours beleidigt gefühlt hatte. Als Entschädigung für den Verlust seiner Stelle erhielt Bonjour eine kleine Pension aus der Zivilliste Karls X. Nach der Julirevolution von 1830 lehnte er die Bekleidung einer Beamtenstelle ab, wurde hingegen Studienaufseher an der Militärschule von La Flèche und 1832 Kustos an der Bibliothek Sainte-Geneviève. Er starb am 21. Juni 1856 im Alter von 61 Jahren in Paris.
Bonjour widmete sich fast ausschließlich der dramatischen Poesie. Sein erstes Stück, das ein Sittengemälde darstellende dreiaktige Lustspiel La Mère rivale, wurde 1821 an der Comédie-Française uraufgeführt und brachte dem Autor gleich ungewöhnlichen Erfolg. Noch bedeutender war sein zweites Stück, die am 10. Mai 1823 an der Comédie-Française uraufgeführte fünfaktige Verskomödie L’Éducation, ou les Deux Cousines, der Erfindungskraft, Charakterzeichnung und wohltuende sittliche Wärme nachzurühmen sind. Mit dem fünfaktigen Lustspiel Le Mari à bonnes fortunes ou la Leçon, das am 30. September 1824 auf die Bühne der Comédie-Française kam, erklomm Bonjour den Höhepunkt seines Ruhms. Er schrieb ferner den Sittenroman Le Malheur du riche et le bonheur du pauvre (1836) und folgende weitere Lustspiele:
- L’Argent ou les Mœurs du siècle, fünfaktige Verskomödie, Uraufführung am 12. Oktober 1826 an der Comédie-Française
- Le Protecteur et le mari, fünfaktige Verskomödie, Uraufführung am 5. September 1829 an der Comédie-Française, mit umstrittenem Erfolg; das Stück wurde auf drei Akte gekürzt
- Naissance, fortune et mérite ou l’Epreuve électorale, dreiaktige Komödie in Prosa, Uraufführung am 13. Mai 1831 an der Comédie-Française
- Le Presbytère, fünfaktige Verskomödie, Uraufführung am 21. Februar 1833 an der Comédie-Française
- Coup d’œil sur le théâtre, Uraufführung 1838 am Athénée royal
- Le Bachelier de Ségovie ou les Hautes Études, fünfaktige Verskomödie, Uraufführung am 15. Oktober 1844 am Théâtre de l’Odéon, (von der Comédie-Française abgelehnt)